# Martin Krüger
Martin Krüger (16 de octubre de 1964 – 24 de julio de 2019) fue un entomólogo alemán especializado en lepidópteros, especialmente geométridos. Fue el principal curador del Museo Nacional de Historia Natural Ditsong, en Pretoria hasta su fallecimiento. Es conocido por la descripción de más de 500 nuevos taxones de Lepidoptera.